# Барабашов Павло Миколайович
Павло́ Микола́йович Барабашо́в (29 травня 1854, Радьківка, Куп'янський повіт — 1933) — харківський лікар-офтальмолог, доктор медицини, заслужений професор. Спеціалізувався на лікуванні трахоми й дифтерії очей, уроджених помутніннях рогівки. Батько астронома Миколи Павловича Барабашова.

## Біографія
Народився 29 травня за новим стилем (10 червня за старим стилем) 1854 року у слободі Радьківка в Куп'янському повіті Харківської губернії у складі Російської імперії.
У 1866-1873 роках навчався у Першій Харківській гімназії, після чого вступив на медичний факультет Харківського університету. 1878 року закінчив його. Працював в офтальмологічній клініці позаштатним (1878—1879), а згодом штатним (1879—1882) ординатором. У 1883—1886 роках був призначений лаборантом фізіолого-хімічної лабораторії Харківського університету. З відкриттям у Харкові 1885 року Технологічного інституту став першим його лікарем і обіймав цю посаду до 1900 року.
1890 року став приват-доцентом кафедри офтальмології медичного факультету Харківського університету. Ординарним професором кафедри на той час був її засновник (1885 року), видатний науковець, лікар-офтальмолог Леонард Гіршман (1839-1921). 1892 Барабашов вирушив у закордонне наукове відрядження, де відвідав Гайдельберг, Відень, Париж, Берлін. 1895 року став екстраординарним професором кафедри офтальмології, а 1903 року — ординарним професором. В осінньому семестрі 1902 року за відсутністю Гіршмана Барабашов був керівником кафедри та клініки офтальмології.
1905 року Гіршман пішов з університету на знак протесту проти студентських репресій, і його кафедру обійняв Барабашов. Згодом Гіршман повернувся на кафедру як позаштатний заслужений професор, а Барабашов залишився ординарним професором. (У ті часи на кафедрі, як правило, був лише один ординарний професор, який і керував кафедрою.) Від 1910 мав чин дійсного статського радника. З часом кафедра Барабашова змінила підпорядкування й перейшла до складу новоутвореного Харківського медичного інституту. Барабашов очолював кафедру до 1924 року.
Помер 1933 року у віці 78 чи 79 років.

## Нагороди
- Орден Святого Володимира 3-го ступеня (1913)[7]
- Орден Святої Анни 2-го ступеня[7]
- Орден Святого Станіслава 2-го ступеня[7]

## Наукові праці
- Эхинокок глазницы // Врач. 1882. № 19
- Несколько слов по поводу лечения трахомы // Журнал медицины и гигиены. 1894. Т. 2
- О формальдегиде // ВО. 1895. № 3–4
- К казуистике врожденных помутнений роговицы // ВО. 1896. № 7–10
- Рецидивирующий паралич глазодвигательного нерва // Русский медицинский вестник. 1898. № 3
- Расстройства органа зрения при сифилисе головного мозга // Русский журнал кожных и венерических болезней. 1903. Т. 5.